# Kuchenmühle (Wiesenttal)

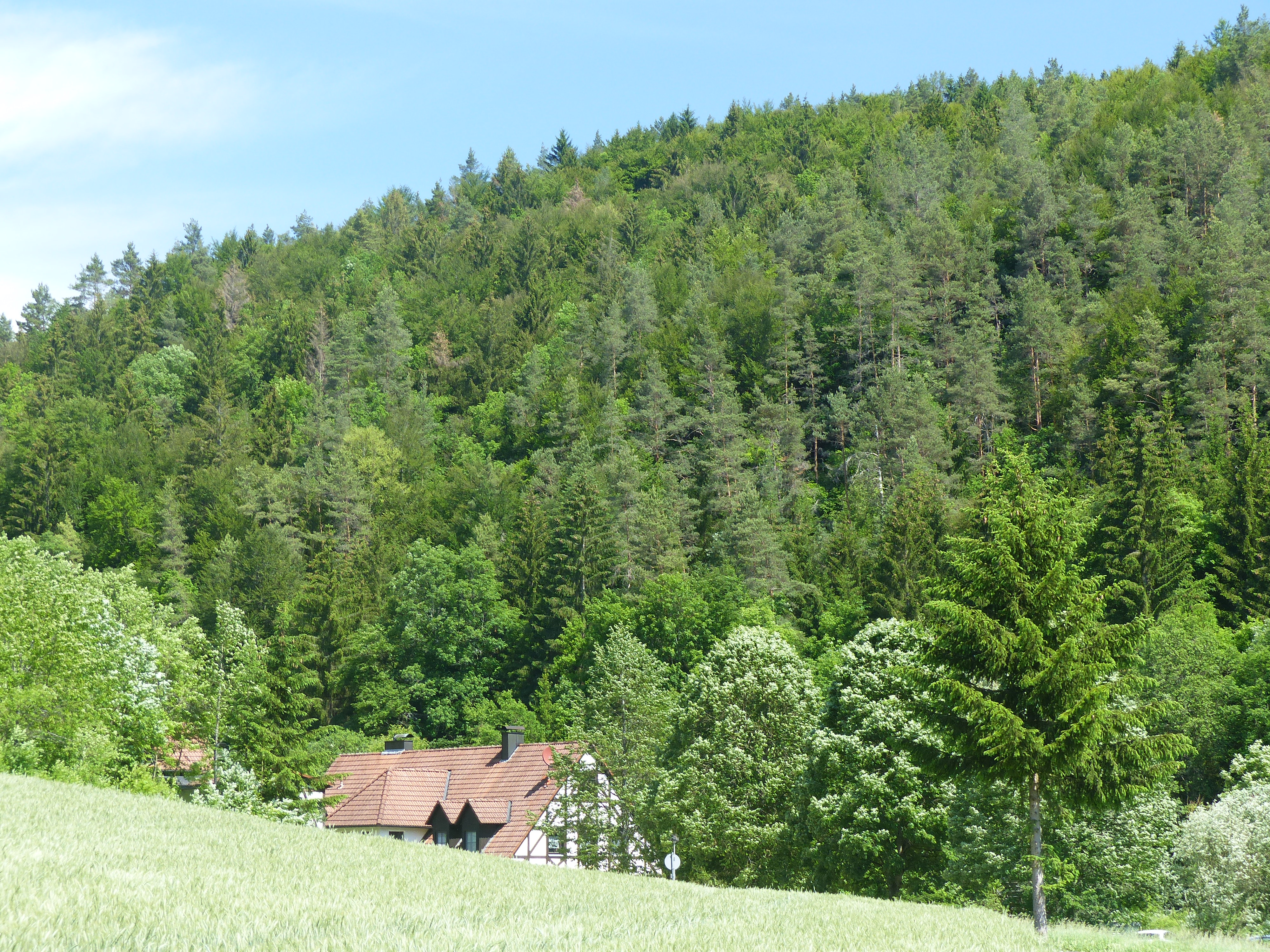
Die Kuchenmühle

Kuchenmühle ist ein Gemeindeteil des Marktes Wiesenttal im Landkreis Forchheim (Oberfranken, Bayern).

## Geografie
Die in der Wiesentalb gelegene Einöde  liegt etwa drei Kilometer nordöstlich des Wiesenttaler Gemeindesitzes Muggendorf auf einer Höhe von 352 m ü. NHN.

## Geschichte
Der Ort wurde 1451 als „Chugenmüle“ erstmals urkundlich erwähnt. Das Bestimmungswort des Ortsnamens geht auf den Familiennamen Kuch(e) zurück.

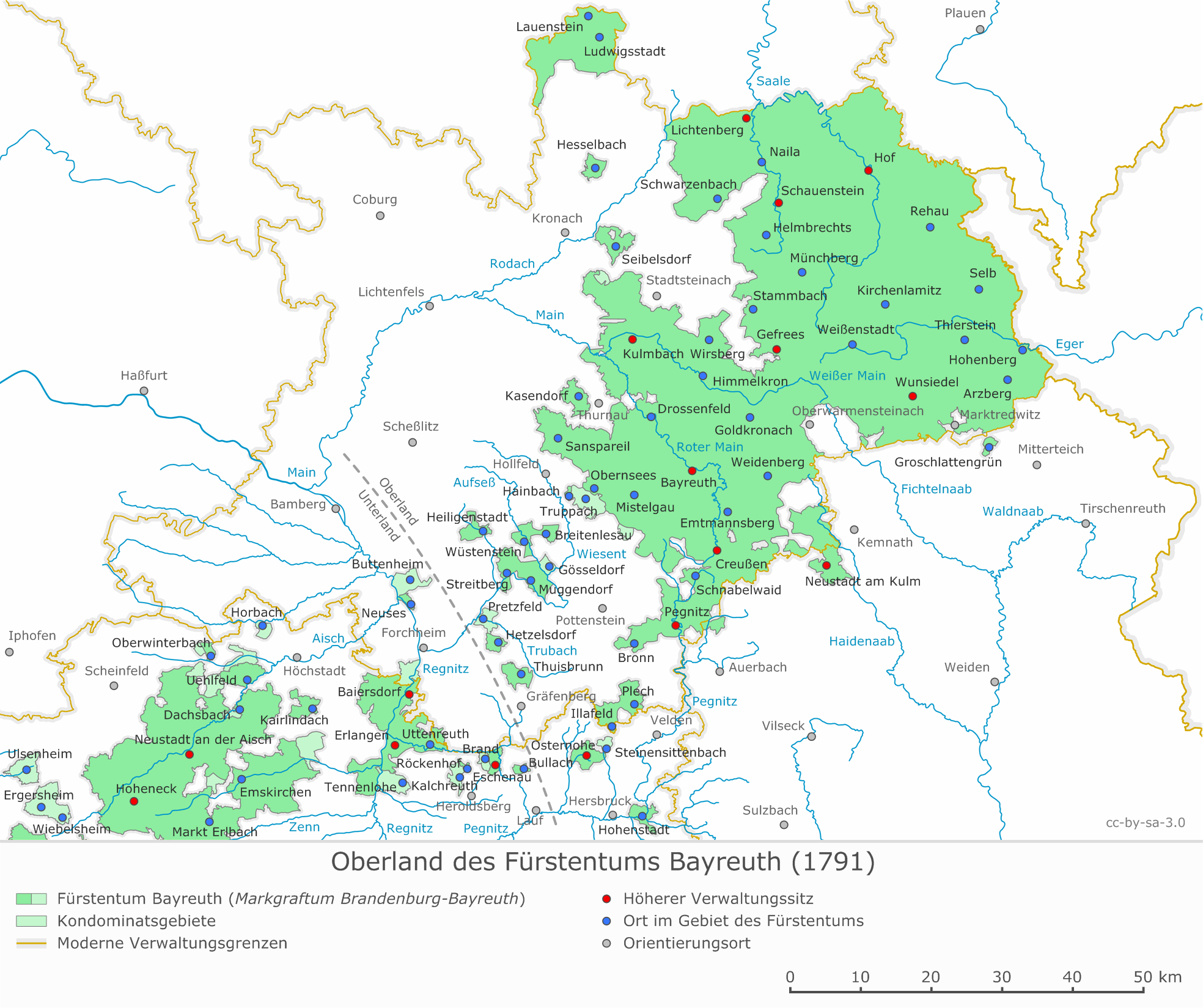
Das Oberland des Fürstentums Bayreuth mit dem Kastenamt Streitberg

Bis zum Ende des 18. Jahrhunderts unterstand die Kuchenmühle der Landeshoheit des auch als Markgraftum Brandenburg-Bayreuth bezeichneten Fürstentums Bayreuth. Die Dorf- und Gemeindeherrschaft übte das Kastenamt Streitberg aus. 1791/1792 wurde die Kuchenmühle preußisch, nachdem der letzte hohenzollernsche Markgraf Karl Alexander gegen eine Leibrente auf seine Herrschaftsgebiete verzichtet und diese an das von seinen königlichen Verwandten regierte Königreich Preußen übergeben hatte. Das Königreich bildete aus den zersplitterten Gebietsteilen das von Ansbach aus verwaltete Territorium Ansbach-Bayreuth. Im Rahmen des mit dem Kurfürstentum Bayern abgeschlossenen Hauptlandesvergleichs trat das preußische Königreich dann unter anderem das Kastenamt Streitberg an das Kurfürstentum ab, wodurch auch die Kuchenmühle bayerisch wurde.
Durch die Verwaltungsreformen zu Beginn des 19. Jahrhunderts im Königreich Bayern wurde die Kuchenmühle mit dem Zweiten Gemeindeedikt 1818 Bestandteil der Ruralgemeinde Albertshof. Im Zuge der Gebietsreform in Bayern wurde Kuchenmühle am 1. Januar 1972 in die Gemeinde Wiesenttal eingegliedert.